# لينكورت
لينكورت (بالفرنسية: Liencourt)‏ هي بلدية تقع في إقليم باد كاليه من منطقة نور با دو كاليه في شمال فرنسا. تبلغ مساحة هذه المدينة 3.36 (كم²)، وترتفع عن سطح البحر 141 م، يبلغ عدد سكانها 284 نسمة حسب إحصاء المعهد الوطني للإحصاء والدراسات الاقتصادية سنة 2009 م. وترأس Alain Bouttemy البلدية خلال فترة (2008-2014).